# Ичићи
Ичићи су насељено место у саставу града Опатије у Приморско-горанској жупанији, Република Хрватска.

## Историја
До територијалне реорганизације у Хрватској налазили су се у саставу старе општине Опатија.

## Становништво
На попису становништва 2011. године, Ичићи су имали 866 становника.

## Попис 1991.
На попису становништва 1991. године, насељено место Ичићи је имало 579 становника, следећег националног састава:
| Попис 1991.‍  | Попис 1991.‍  | Попис 1991.‍ | Попис 1991.‍ | Попис 1991.‍ |
| ------------ | ------------ | ----------- | ----------- | ----------- |
|              |              |             |             |             |
| Хрвати       | Хрвати       |             | 484         | 83,59%      |
| Срби         | Срби         |             | 25          | 4,31%       |
| Словенци     | Словенци     |             | 18          | 3,10%       |
| Југословени  | Југословени  |             | 12          | 2,07%       |
| Италијани    | Италијани    |             | 5           | 0,86%       |
| Немци        | Немци        |             | 5           | 0,86%       |
| Мађари       | Мађари       |             | 3           | 0,51%       |
| Муслимани    | Муслимани    |             | 3           | 0,51%       |
| Албанци      | Албанци      |             | 1           | 0,17%       |
| остали       | остали       |             | 1           | 0,17%       |
| неопредељени | неопредељени |             | 11          | 1,89%       |
| регион. опр. | регион. опр. |             | 4           | 0,69%       |
| непознато    | непознато    |             | 7           | 1,20%       |
| укупно: 579  |              |             |             |             |